# Liste der Außenminister von Südafrika
Die Liste der Außenminister Südafrikas umfasst die Außenminister der Südafrikanischen Union ab 1927 und der Republik Südafrika ab 1961.

## Südafrikanische Union
- 1927 – 1939: James Barry Munnick Hertzog
- 1939 – 1948: Jan Christiaan Smuts
- 1948 – 1954: Daniel François Malan
- 1954 – 1955: Johannes Gerhardus Strijdom
- 1955 – 1961: Eric Louw

## Republik Südafrika
- 1961 – 1963: Eric Louw
- 1964 – 1977: Hilgard Muller
- Mai 1977 – Mai 1994: Pik Botha
- 11. Mai 1994 – 1999: Alfred Nzo
- 17. Juni 1999 – 9. Mai 2009: Nkosazana Dlamini-Zuma
- 10. Mai 2009 – 27. Februar 2018: Maite Nkoana-Mashabane
- 27. Februar 2018 – 29. Mai 2019: Lindiwe Sisulu
- 30. Mai 2019 – 30. Juni 2024: Naledi Pandor
- seit 30. Juni 2024: Ronald Lamola